# Nur 48 Stunden
Nur 48 Stunden (Originaltitel: 48 Hrs.) ist ein US-amerikanischer Actionthriller aus dem Jahr 1982. Die Regie führte Walter Hill, das Drehbuch schrieben Larry Gross, Walter Hill, Steven E. de Souza und Roger Spottiswoode. Die Hauptrollen spielten Nick Nolte und Eddie Murphy.

## Handlung
Der Räuber Albert Ganz verbüßt eine Haftstrafe und ist mit einer Gruppe von Häftlingen bei Außenarbeiten beschäftigt, als er von seinem Freund, dem nordamerikanischen Ureinwohner Billy Bear, gewaltsam befreit wird. Dabei erschießen sie zwei Aufseher. Beide begeben sich nach San Francisco, wo sie ihren ehemaligen Komplizen Henry Wong ermorden. Am selben Tag muss der Polizist Jack Cates die Ermordung seiner Kollegen VanZant und Algren miterleben, die versucht hatten, Ganz, der sein Hotelzimmer mit einer gestohlenen Kreditkarte bezahlt hatte, festzunehmen.
Ganz und Billy Bear entführen die Freundin ihres ehemaligen Komplizen Luther und fordern von diesem die Herausgabe von 500.000 Dollar aus einem Bandendiebstahl.
Cates versucht die Gangster mithilfe des Strafgefangenen Reggie Hammond zu finden. Hammond gehörte zur Bande Ganz’ und ist mit diesem verfeindet. Cates erhält die Erlaubnis, Hammond für 48 Stunden aus dem Gefängnis zu holen. Für die nächsten zwei Tage ist das ungleiche Paar aufeinander angewiesen. Der mürrische, wortkarge Cates und die Quasselstrippe Hammond raufen sich irgendwie zusammen und gelangen auf die Spur der Gangster, indem sie vor dem Parkhaus, in dem Hammonds Cabrio mit dem Geld seit drei Jahren parkt, auf Luther warten. Die erste Geldübergabe in einer U-Bahn-Station können sie lediglich vereiteln; Ganz, Bear und Luther entkommen. Bei der zweiten Geldübergabe in einem Bus erschießt Ganz Luther. Cates und Hammond werden abgehängt. Sie stellen die Gangster in der Wohnung von Ganz’ Freundin, Bear wird von Hammond und Ganz von Cates erschossen.
Am Ende kehrt Hammond, inzwischen mit Cates befreundet, ins Gefängnis zurück. Cates verspricht ihm, die halbe Million für ihn aufzubewahren.

## Kritiken
Roger Ebert schrieb in der Chicago Sun-Times, manchmal mache eine einzige Szene einen Schauspieler zum Star, wie Jack Nicholson nach Easy Rider zum Star wurde. Ähnliches gelte für Eddie Murphy, der in einer Szene eine Kneipe betrete, sich als ein Polizist ausgebe und die dort versammelten „Hinterwäldler“ aufmische. Ebert lobte außerdem einige andere Szenen mit Eddie Murphy sowie die Darstellung von Nick Nolte. Er lobte auch die Darstellung von James Remar, der einen „richtig bösen“ (“genuinely evil”) Killer spiele. Das Drehbuch bezeichnete er als „routiniert“.
Das Lexikon des internationalen Films meinte: „Auf ununterbrochene Spannung getrimmter Actionthriller, der handwerklich perfekt mit Versatzstücken des Genrekinos arbeitet. Drastisch in der Gewaltdarstellung, rüde im Dialog.“
Die Redaktion der Fernsehzeitschrift Prisma meinte: „Intelligent gemachtes und mit viel Action versetztes Buddy-Movie – so bezeichnet man das filmische Aufeinandertreffen zweier recht unterschiedlicher Charaktere, die sich dennoch zusammenraufen. Trotz einiger Härten bietet der Film vergnügliche Unterhaltung mit vielen witzigen Sprüchen, ein paar herausragenden Auftritten von Murphy (etwa in der Redneck-Kneipe) und einem überzeugenden Nick Nolte.“

## Auszeichnungen
Eddie Murphy wurde im Jahr 1983 für den Filmpreis Golden Globe als Bester Nachwuchsdarsteller nominiert. Walter Hill gewann 1983 einen Preis des Festival du Film Policier de Cognac. Die Drehbuchautoren wurden 1983 für den Edgar Allan Poe Award nominiert.
James Horner gewann im Jahr 1982 für die Filmmusik den Los Angeles Film Critics Association Award.

## Hintergründe
Die Produktionskosten betrugen ca. 12 Millionen US-Dollar und der Film spielte insgesamt über 78 Millionen US-Dollar ein. Eddie Murphy debütierte in dem Film.
Im Jahr 1990 erschien die Fortsetzung Und wieder 48 Stunden (Another 48 Hrs.) mit Nick Nolte und Eddie Murphy in den Hauptrollen. Die Regie führte wieder Walter Hill.
Von dem Film existiert neben der ungekürzten Fassung mit der damaligen FSK-Einstufung nicht unter 18 Jahren auch eine gekürzte mit FSK ab 16 Jahren. Im Juli 2013 erhielt aber auch die ungekürzte Fassung bei einer Neuprüfung eine Freigabe ab 16, nachdem die ehemals sogar indizierte Fortsetzung schon eine 16er-Freigabe erhalten hatte.
Bei dem Song, den Häftling Reggie Hammond, verkörpert von Eddie Murphy, sowohl im ersten als auch im zweiten Teil am Filmanfang mit Walkman in seiner Gefängniszelle mitsingt, handelt es sich um das Lied Roxanne von The Police von 1978.